# Die verbotenen Inseln
Die verbotenen Inseln ist ein Dokumentarfilm des DEFA-Studios für Kurzfilme von Siegfried Bergmann aus dem Jahr 1972.

## Handlung
In der Darß-Zingster Boddenkette zwischen Zingst und Barth befinden sich die flachen, baumlosen und kargen Inseln Kirr und Barther Oie, die als Naturschutzgebiet ausgewiesen sind und nicht betreten werden dürfen. Mit 450 Hektar Land ist es das größte Reservat für Seevögel an der Ostseeküste der DDR. Hier rasten in jedem Frühjahr und Herbst Tausende durchziehender Vögel, brüten etwa 60 verschiedene Seevogelarten, von den 24 Arten selten oder im Bestand bedroht sind. 
Aber nicht nur der Naturschutz ist hier zu Hause, sondern es wird auch eine intensive Landwirtschaft betrieben. Um diese erfolgreich zu betreiben, muss Neuland durch Eindeichung gewonnen, die Melioration auf nicht ertragreichen Feldern und Ödland durchgeführt werden, denn die 12.000 Rinder des Volkseigenen Gutes Zingst benötigen viel Weideland. Dafür bieten sich die Inseln Kirr und Oie mit ihrer Salzwiesenvegetation an, was aber dem Naturschutz widerspricht. Die Inseln bieten auch, neben den Vögeln, vielen charakteristischen Pflanzen eine Heimat. Um dieses Problem zu klären, setzen sich der Direktor des Volkseigenen Gutes Zingst und die Vertreter des Instituts für Landesforschung und Naturschutz zusammen, da sich beide Seiten auf das  Landeskulturgesetz der DDR berufen. Dieses Gesetz verpflichtet auch den Rat des Bezirkes, zur Klärung der Streitfrage beizutragen.
In einem ersten Abschnitt einigt man sich darauf, den Auftrieb der Rinder auf die Inseln auf einen Zeitpunkt festzulegen, an dem die Brutzeit der Vögel sich zum Ende neigt, jedoch das Gras noch so frisch ist, dass es die Rinder nicht verschmähen. Da aber immer noch die Gefahr besteht, dass die Rinder die wertvolle Brut beschädigen, wird die Anzahl der Tiere begrenzt. Der Vorteil der Rinder auf der Insel besteht darin, dass das Gras dadurch kurzgehalten wird, was den Vögeln entgegenkommt. Eine Eindeichung der Insel wird abgelehnt, da es dann nicht mehr möglich sein wird, dass das Meerwasser bei Sturmfluten in den Prielen auf die Inseln geschwemmt wird und somit das Salz auf die Wiesen bringt. Auch die Düngung der Inseln muss ständig überwacht werden. Sie ist zwar erforderlich, jedoch dürfen die Düngemittel, die durch Flugzeuge aufgebracht werden, nicht mit dem Boddenwasser in Verbindung kommen, was dem wieder schaden würde.
In den wesentlichen Fragen hat man sich zwischen Landwirtschaft und Naturschutz geeinigt. Der Rat des Bezirkes Rostock beschließt die abgesprochenen und erforderlichen Maßnahmen und macht sie somit zum Gesetz. Im Verlauf des Films werden zahlreiche seltene Pflanzen und Vögel gezeigt. Durch Nachgelege werden die Verluste durch Vieh und Seewasser wieder wettgemacht, wodurch sich die Entscheidungen der Menschen also gelohnt haben. 

## Produktion und Veröffentlichung
Die verbotenen Inseln wurde im DEFA-Studio für Kurzfilme, Arbeitsgruppe Information auf ORWO-Color und 35mm Filmmaterial gedreht. Als Anlaufdatum in den Kinos der DDR gibt die DEFA-Stiftung den 12. Mai 1972 an. Im Fernsehen war der Film am 2. September 1972 auf dem 2. Programm des Fernsehens der DDR zu sehen.
Das Szenarium stammt von Siegfried Bergmann und Günter Mehnert, die Dramaturgie lag in den Händen von Christine Jahrow.